# Ignacy Pietraszewski

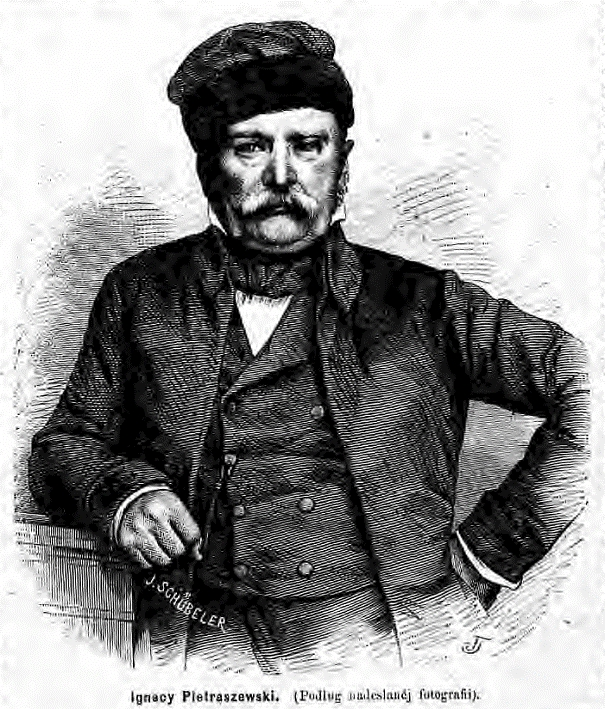
Ignacy Pietraszewski (portret autorstwa Juliana Schübelera, 1869)

Ignacy Pietraszewski (ur. 31 grudnia 1796 w Biskupcu, zm. 16 listopada 1869 w Berlinie) – polski orientalista.

## Życie i pisma
Urodził się w Biskupcu na Warmii w rodzinie Baltazara i Barbary (z domu Ciecierskiej) Pietruszyńskich. Po śmierci ojca (1802) i powtórnym zamążpójściu matki (1805), w 10 roku życia przeprowadził się do Grodna, gdzie pozostawał pod opieką swoich wujów, Jana i Antoniego (późniejsi ojcowie: Faustus i Feliks) Ciecierskich, którzy w zakonie dominikańskim zajmowali wysokie stanowiska. Przebywali tam także jego dwaj starsi bracia (także dominikanie), którzy zmienili nazwisko z Pietruszyńscy na Pietraszewscy i do podobnej zmiany nazwiska skłonili Ignacego. Tam w latach 1807-1813 uczęszczał do gimnazjum dominikańskiego. Krewni próbowali skłonić go do tego, aby po ukończeniu gimnazjum wstąpił do zakonu dominikanów, jednakże stanowczo odmówił, chcąc kształcić się dalej. Wskutek tego rodzina odmówiła mu dalszego wsparcia, przez co sam musiał zadbać o własne utrzymanie. Przez kilka lat pracował jako guwerner i dopiero po zgromadzeniu pewnych oszczędności w roku 1822 mógł przenieść się do Wilna, gdzie na Uniwersytecie Wileńskim zapisał się na wydział literacki. Tam uczęszczał na wykłady profesora Wilhelma Münnicha (1788-1867) nauczającego podstaw języków perskiego i arabskiego.
W 1826 roku wyjechał do Petersburga, gdzie w tamtejszym instytucie języków wschodnich wykładali m.in. prof. Józef J. Sękowski, autor głośnego w tamtym czasie dzieła pt. Collectanea z dziejopisów tureckich rzeczy do historii polskiej służących (2 t., Warszawa 1824-1825) oraz prof. Mirza Dżafar Topczy-Basza. Dzięki własnej pracowitości i pomocy życzliwych osób w r. 1830 został stypendystą w instytucie języków wschodnich i otrzymał posadę w ministerstwie spraw wewnętrznych, a później w ministerstwie spraw zagranicznych. W 1831 zdaje egzamin końcowy i płynnie włada językami: tureckim, perskim i arabskim. W celu doskonalenia znajomości języka tureckiego w roku 1832 wysłano go do Konstantynopola, gdzie pełnił funkcję dragomana. Tam też zrodziło się jego zamiłowanie do zbierania wschodnich monet. Odtąd piastował szereg stanowisk dyplomatycznych: w 1836 roku był dragomanem w konsulacie w Jaffie, następnie sekretarzem w konsulacie w Salonikach, w r. 1837 – dragomanem w konsulacie w Aleksandrii, a w latach 1838-1840 konsulem w Jaffie. Podczas swoich podróży po Wschodzie Pietraszewski zebrał wielką i unikalną w skali światowej kolekcję monet wschodnich (2683 sztuki), o której z wielkim uznaniem wypowiadali się ówcześni znawcy przedmiotu (opisał ją w pracy Numi Mohammedani, Berlin 1843).
W roku 1840 wezwano go do Petersburga, gdzie objął posadę w ministerstwie spraw zagranicznych. W 1842 roku otrzymał profesurę na Petersburskim Uniwersytecie Państwowym, gdzie wykładał język turecki. Wskutek choroby w 1844 zrzekł się stanowiska i po kuracji przeprowadził się do Berlina. W tym samym roku został mianowany doktorem filozofii na Uniwersytecie Humboldtów w Berlinie.
Po wystawieniu swojej kolekcji monet na Międzynarodowym Kongresie Filologów w Dreźnie w 1844 roku zrozumiał, że sprzedając ją stanie się finansowo niezależny. W celu znalezienia odpowiedniego nabywcy wyjechał do Anglii i w 1845 roku złożył ją w depozycie londyńskiego muzeum, jednak ciągłe zwlekanie z decyzją o sprzedaży oraz nieszczęśliwy splot wydarzeń w 1853 roku pozbawiły go wspaniałej kolekcji, nie przynosząc mu większego zysku. W międzyczasie w roku 1847 powrócił do Berlina i na Uniwersytecie Berlińskim objął posadę wykładowcy języków wschodnich (głównie tureckiego).
W r. 1846 wydał Nowy przekład dziejów tureckich, dotyczących historii polskiej; była to jego polemika ze wspomnianym wyżej pismem Sękowskiego, który zbyt nieprzychylnie odnosił się do dziejów Polski, za to zbytnią sympatię okazywał dziejom tureckim (taką krytyczną opinię o pracy Sękowskiego podzielali i inni uczeni, m.in. Adam Mickiewicz, chociaż inni podkreślali, że reakcja Pietraszewskiego była przesadzona).

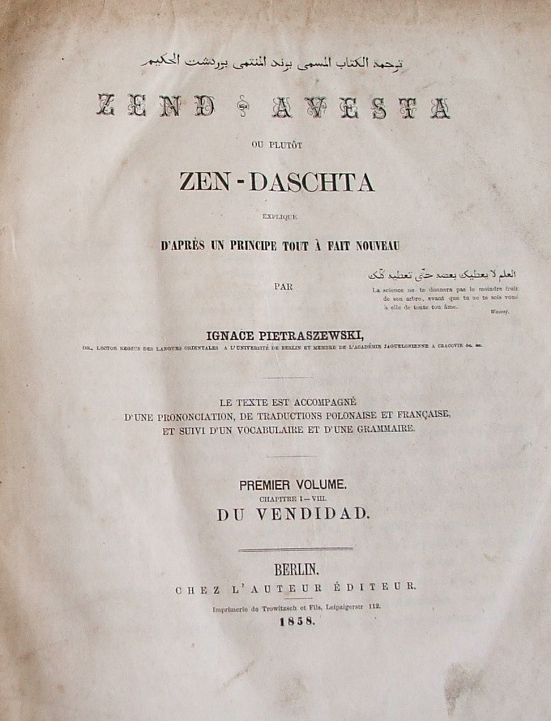
Strona tytułowa Zend-Avesty (1858)

Kolejnym obszarem jego zainteresowań były badania nad świętymi pismami Zaratusztry, które zaowocowały wydaniem w 1857 roku dzieła pt. Miano slavianskie w ręku jednej familji od trzech tysięcy lat zostające, czyli nie Zendawesta a Zędaszta, to jest życie dawcza książeczka Zoroastra [tytuł niemiecki brzmiał: Das slavische Eigentum seit dreitausend Jahren, oder nicht Zendavesta, aber Zendaschta, das heisst das lebenbringende Buch des Zoroaster]. W piśmie tym dowodził bliskiego pokrewieństwa języka awestyjskiego z językiem polskim. Publikacja ta spowodowała, że w 1858 roku odebrano mu katedrę na Uniwersytecie Berlińskim. (W latach 1858–1862 ukazała się poszerzona wersja jego tłumaczenia Awesty, zatytułowana Zend Avesta ou plutôt Zen-Daschta expliquè d’après un principe tout à fait noveau).
Należy tutaj zaznaczyć, że jego pionierskie (chociaż kuriozalne) tłumaczenie Awesty do dziś pozostaje jedynym przekładem tego dzieła na język polski.
W roku 1860, jako dragoman towarzyszył pruskiemu poselstwu do Persji. W czasie tej podróży szach perski, Naser ad-Din (1848-1896), oferował mu posadę na swoim dworze, jednakże Pietraszewski odmówił. Wtedy też zerwał wszelkie kontakty z Europą, co spowodowało, że niektóre gazety doniosły o rzekomej śmierci Pietraszewskiego.
Po powrocie do Berlina (1861) wydał jeszcze kilka pism dotyczących Awesty: Abrégé de la grammaire Zend (1861) oraz poprawione, jak je sam określił, niemieckie tłumaczenie ksiąg Zaratusztry Deutsche verbesserte Übersetzung der Bücher des Zoroaster (1864).
Po śmierci Pietraszewskiego w 1869 roku, jego córka Kazimiera Moschowa przygotowała wybór z pozostawionego w rękopisie opisu podróży po Wschodzie, który pt. Dziesięcioletnia podróż po Wschodzie ukazał się w roku 1872.
Odnośnie do naukowej wartości pozostawionego przez Pietraszewskiego dorobku można zacytować W. Ogrodzińskiego: dotychczasowe prace o Pietraszewskim skupiły się przede wszystkim na biografii człowieka, nie zaś na analizie dorobku naukowego i publicystycznego. Zatem obiektywna ocena jego dorobku pozostaje nadal kwestią otwartą i zadaniem dla jakiegoś przyszłego orientalisty.

## Dzieła wybrane (chronologicznie) oraz pozycje zdigitalizowane
- Numi mohammedani. Fasciculus I. Continens numos Mamlukorum dynastiae, additis notabilioribus dynastiarum: Moavidarum, Charizmschachorum, Mervanidarum, Ortokidarum, Karakojunlu, Seldschukidarum, Atabekorum, Fatimidarum, Aiyubidarum, Hulagidarum et regum Siciliae. Collegit descripsit et tabulis illustravit I. P., interpretis munere ad legationem russicam Constantinopoli perfunctus, Berlin 1843 [inna kopia: google books. Reprint: BiblioBazaar 2009.

(zawiera: Tabulae numorum lithographicae.)
- Sprostowanie niektórych tłumaczeń z tureckiego w zbiorze p. t. Collectanae Sękowskiego (w: Przegląd Poznański, 1845, tom 2, s. 69-112 i s. 317-341.)
- Nowy przekład dziejopisów tureckich, dotyczących się historyi polskiej, a szczególniej Tarychy Wasyf Efendego. Tom I, Berlin 1846 (ukazał się tylko tom 1).
- Miano slavianskie w ręku jednej familii od trzech tysięcy lat zostające, czyli nie Zendawesta, a Zędaszta, to jest życie dawcza książeczka Zoroastra. Das slavische Eigenthum seit dreitausend Jahren, oder nicht Zendavesta, aber Zendaschta, das heisst das lebenbringende Buch des Zoroaster, zeszyt 1-2, Berlin 1857 (inna kopia, obejmuje księgi I-V Wendidadu; książka zawiera: tekst awestyjskiego oryginału, transkrypcję łacińską, tłumaczenia: polskie, niemieckie, francuskie, a w pierwszej księdze także osmańskotureckie (zapisane alfabetem arabskim) oraz komentarz (po polsku)). 
 Nowe wydanie (wznowienie samego tekstu polskiego) pt. Zędaszta, to jest życiodawcza książeczka Zoroastra albo Awesta Wielka. Przeł. Ignacy Pietraszewski, zredagowali i wstępem opatrzyli: Julian Edgar Kassner i Andrzej Sarwa. Seria: Święte Księgi, Święte Teksty 19. Wydawnictwo Armoryka. Sandomierz 2011. ISBN 978-83-62661-19-0.
- Zend Avesta ou plutôt Zen-Daschta expliquè d’après un principe tout à fait noveau. (...). Le text est accompagné d’une prononciation, de traductions polonaise et français, et suivi d’un vocabulaire et d’une grammaire, Berlin 1858-62 (trzy części w dwóch tomach); poszczególne części zawierają:
  - tom 1, część 1, 1858: Du Wendidad, rozdz. I-VIII inna kopia (poszerzony o księgi VI-VIII Wendidadu reprint Miana slavianskiego... z 1857 roku);
  - tom 2, część 2, 1862: Du Wendidad, rozdz. IX-XXII (tekst oryginalny, transkrypcję łacińską, tłumaczenia: polskie i francuskie oraz komentarz (po polsku));
  - tom 2, część 3, 1862: Wyspered et Jasna, rozdz. I-LXXI (tekst oryginalny, transkrypcję łacińską, tłumaczenia: polskie i francuskie oraz komentarz (po polsku)).

inna kopia: google books
Reprint: Teheran 1976. (3 woluminy w 1 tomie). Także: Kessinger Publishing 2009 (tom 1).
- Abregé de la grammaire Zend, Berlin 1861.
- Deutsche verbesserte Übersetzung der Bücher des Zoroaster, Berlin 1864.
- Wie der Gelehrte Fachmann mit unzünftigen Entdeckungen verfährt, Berlin 1864.
- Dziesięcioletnia podróż po Wschodzie, Warszawa 1872 (wznowiona w zbiorze: Ignacy Pietraszewski: Uroki Orientu, Olsztyn 1989).

Ponadto kilka rękopisów spłonęło w trakcie II wojny światowej, m.in.:
- – Enwer-i Suheili, czyli promienie czystej prawdy (inny tytuł: Powieści Pidpaia [Pilpaja]; tłumaczenie z perskiego jednej z wersji Pańczatantry).
- – Wypadki z dziejów Polski styczność z dziejami Turcji mające (drugi tom wypisów z kronikarzy tureckich) i inne[11].